# Jacques Savary des Brûlons
Jacques Savary des Brûlons, né en 1657 à Paris et mort le 22 avril 1716, est un inspecteur général de la Douane français sous le règne de Louis XIV, auteur du Dictionnaire universel du commerce publié à titre posthume en 1723.

## Biographie
Jacques Savary des Brûlons est le fils de Jacques Savary, l’éminent négociant, fermier des domaines sous Fouquet, disgracié avec lui, et de Catherine Thomas. 
Il marche sur les traces de son père et devient un expert renommé dans la science du commerce. En 1686, Louvois le nomme inspecteur général de la douane à Paris. Savary dresse pour son usage personnel une nomenclature alphabétique de toutes les espèces de marchandises sujettes au droit, et y joint des définitions succinctes. Les membres du conseil, en ayant eu connaissance, engagent Savary à le perfectionner. À la demande du roi et avec la collaboration de son frère l’abbé Philémon-Louis Savary, il transforme cette liste en véritable dictionnaire, qui devient le Dictionnaire universel du commerce. L'ouvrage inclut des détails minutieusement exposés, et des curiosités
telles que l’explication du comptage des œufs par douzaine. Il justifie l'esclavage en expliquant que les esclaves perdent leur liberté mais trouvent le salut grâce à la religion chrétienne et que cela justifie de les employer pour exploiter les ressources du nouveau monde. Il est aidé dans son travail par les papiers de son père. Mais il meurt à l’âge de 59 ans, sans avoir la satisfaction de voir son ouvrage terminé.
Il publie aussi de nouvelles éditions augmentées du livre de son père Le Parfait Négociant.

## Publications
- [Savary] Jacques Savary des Brûlons, Dictionnaire universel de commerce : contenant tout ce qui concerne le commerce qui se fait dans les quatre parties du monde, par terre, par mer, de proche en proche, & par des voyages de long cours, tant en gros qu'en détail : l'explication de tous les termes qui ont rapport au négoce … les édits, déclarations, ordonnances, arrests, et reglemens donnés en matière de commerce, Paris, veuve Estienne (dont une des premières éditions date de 1723) (réimpr. 1741 (réédité et corrigé)) (OCLC 22885106).
  - (1) 1741 [t. 1 : « A-B », 1741]
  - (3) 1741 [t. 3 : « A-C », pour servir de supplément aux deux premiers volumes, 1741]
  - (1) 1748 [t. 1 : « A-B », 1748]
  - (1) 1??? [t. 1, partie 2 : « Commerce et Compagnies », date ?]
  - (3) 1742 [t. 3 : « P-Z », continué par son frère Philémon-Louis Savary, Genève, frères Cramer & Paul Philibert, 1742 ("nouvelle édition")]
  - (3) 1750 [t. 3 : « P-Z » (divisé en 4 volumes), continué par son frère Philémon-Louis Savary, Genève, frères Cramer & Paul Philibert, 1750 (6e édition)]
  - (4) 1750 [t. 4 : « Commerce et Compagnies », 1750 (6e édition)]
  - 1751 [Philémon-Louis Savary, « Supplément au Dictionnaire universel de commerce, pour servir à l'édition de Genève de 1742 », 1751]
  - (5) 1765 [t. 5, 1765, continué par son frère Philémon-Louis Savary]